# Visserscollectief
Het Visserscollectief is een Surinaamse belangenorganisatie die het opneemt voor met name de kleine vissers. Het collectief is gevestigd in Nieuw-Amsterdam, aan de samenvloeiing van de Commewijne- en Surinamerivier.
Het Visserscollectief werd in of voor het jaar 2010 opgericht. Sinds of voor 2012 trad Willem Mohamedhusain aan als voorzitter en Mark Lall als secretaris. Rond december 2017 werd Mark Lall de voorzitter van het Visserscollectief.
Een van de terugkerende problemen waar het collectief aandacht voor vraagt, is de illegale visserij in Surinaamse wateren. In 2012 zou het volgens de organisatie vooral gaan om illegale vissers uit Brazilië, Guyana, Trinidad en Venezuela. In 2017 werden zonder medeweten van de minister van visserij vergunningen aan Guyaanse vissers verstrekt. Hetzelfde gebeurde aan vissers met hektrawlers uit China die in 2018 de Surinaamse wateren binnenvoeren. Het Visserscollectief en een aantal Surinaamse visserijbedrijven ondertekenden hiertegen een petitie. De illegale vergunningverlening aan buitenlandse vissers kostte een jaar later de positie van de directeur van het ministerie, Kasanmoesdiran.
Een ander terugkerend probleem waartegen het Visserscollectief zich hard maakt, is de piraterij op Surinaamse wateren. Er waren problemen in 2012 en 2014 en tijdens een aanval in 2018 werden meerdere Surinaamse vissers gedood. Om de veiligheid te vergroten werd bij de introductie van het Vessel Monitoring System in 2020 ook een noodknop geïnstalleerd.
Het Visserscollectief was tot juli 2020 lid van de Federatie van Surinaamse Agrariërs.